# Kalifornijski zaliv
Kalifornijski zaliv (špansko Golfo de California, angleško Gulf of California), včasih tudi Cortezovo morje, je robno morje Tihega oceana, ki se nahaja med Kalifornijskim polotokom in celinskim delom Mehike na jugu Severne Amerike.
Je podolgovate oblike s približno 1200 km dolžine, v širino pa v povprečju meri 153 km, kar se zlagoma povečuje od konice na severozahodu do ustja na jugovzhodu. Skupina otokov na čelu z največjima, Angel de la Guarda in Tiburón, deli Kalifornijski zaliv na plitvejši zgornji in globlji spodnji del, ki se odpira v Tihi ocean. Na jugu v jarkih dosega globino do 3 km, medtem ko severna kotanja le na redkih mestih preseže 180 m globine.
Oceanografsko je zaradi gorovij, ki ga obdajajo na obeh straneh, polzaprta kotanja, kjer veter piha predvsem vzdolž zaliva. Kljub temu je izrazito aktiven, predvsem na račun bibavice, ki jo poganja Tihi ocean in povzroča mešanje plasti vse do globine 500 m, to pa prinaša s hranili bogate hladne vode na površje. Posledično je najbogatejše ribolovno območje v Mehiki, od komercialnega ulova prevladujejo škampi, tune in sardine. Širše je znano tudi po izjemni biotski raznovrstnosti; bogata primarna produkcija omogoča uspevanje 6000 znanih vrst in podvrst morskih živali, pomembni pa so tudi otoki, ki so pribežališče raznih vodnih ptic in drugih živali, ki so bile iztrebljene na celini.
244 otokov in nekaj obalnih območij je bilo leta 2005 vpisanih v Unescov seznam svetovne naravne dediščine, predvsem na račun endemične vaquite, skrajno ogrožene vrste pliskavice. Vendar zaščita v obliki več naravnih rezervatov ni učinkovita in v zavarovanih območjih je še vedno razširjen nelegalen ribolov, zato je območje od leta 2019 na seznamu ogroženih krajev svetovne dediščine.